# 長都站

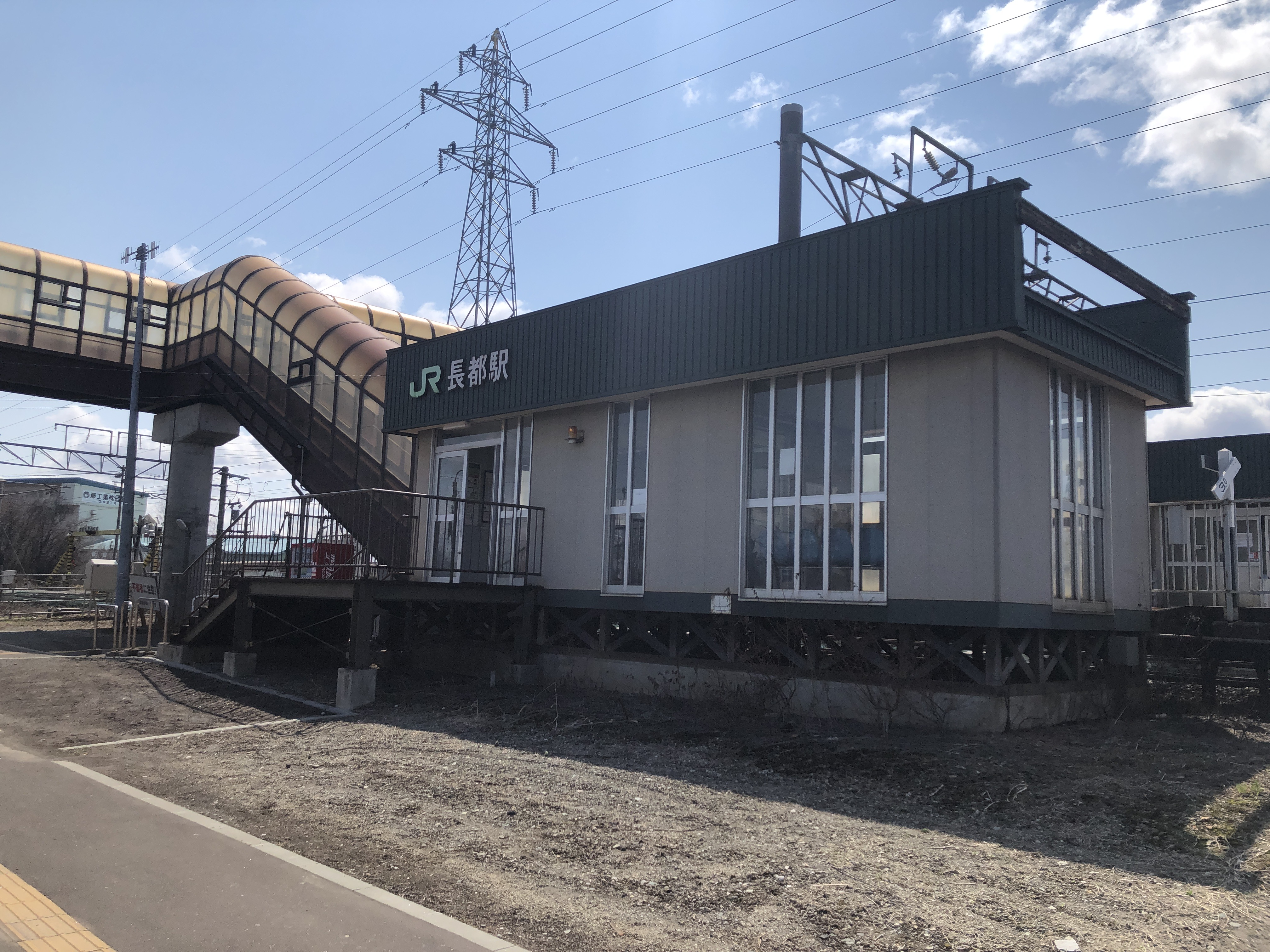
東口(2023年4月)

長都車站（日语：／ Osatsu eki */?）是位於北海道千歲市上長都，屬於北海道旅客鐵道（JR北海道）千歲線的鐵路車站。
名稱源自阿伊努語的「o-sat」或者「o-sat-nay」（下游乾涸的河流），與於札内站詞源相同。曾經以長都川的姿態展現。

## 車站構造

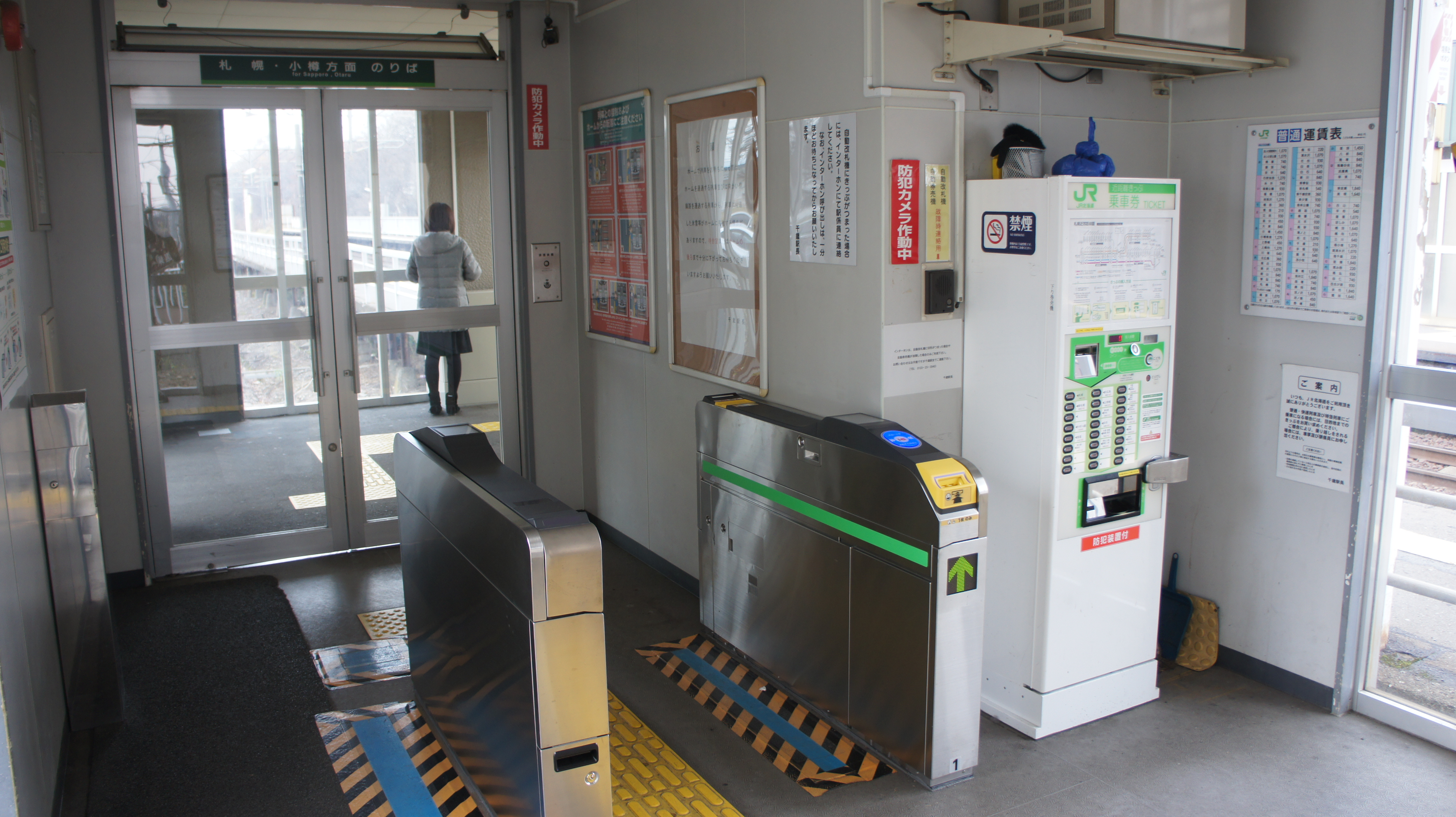
往札幌方向的驗票口(2017年11月)

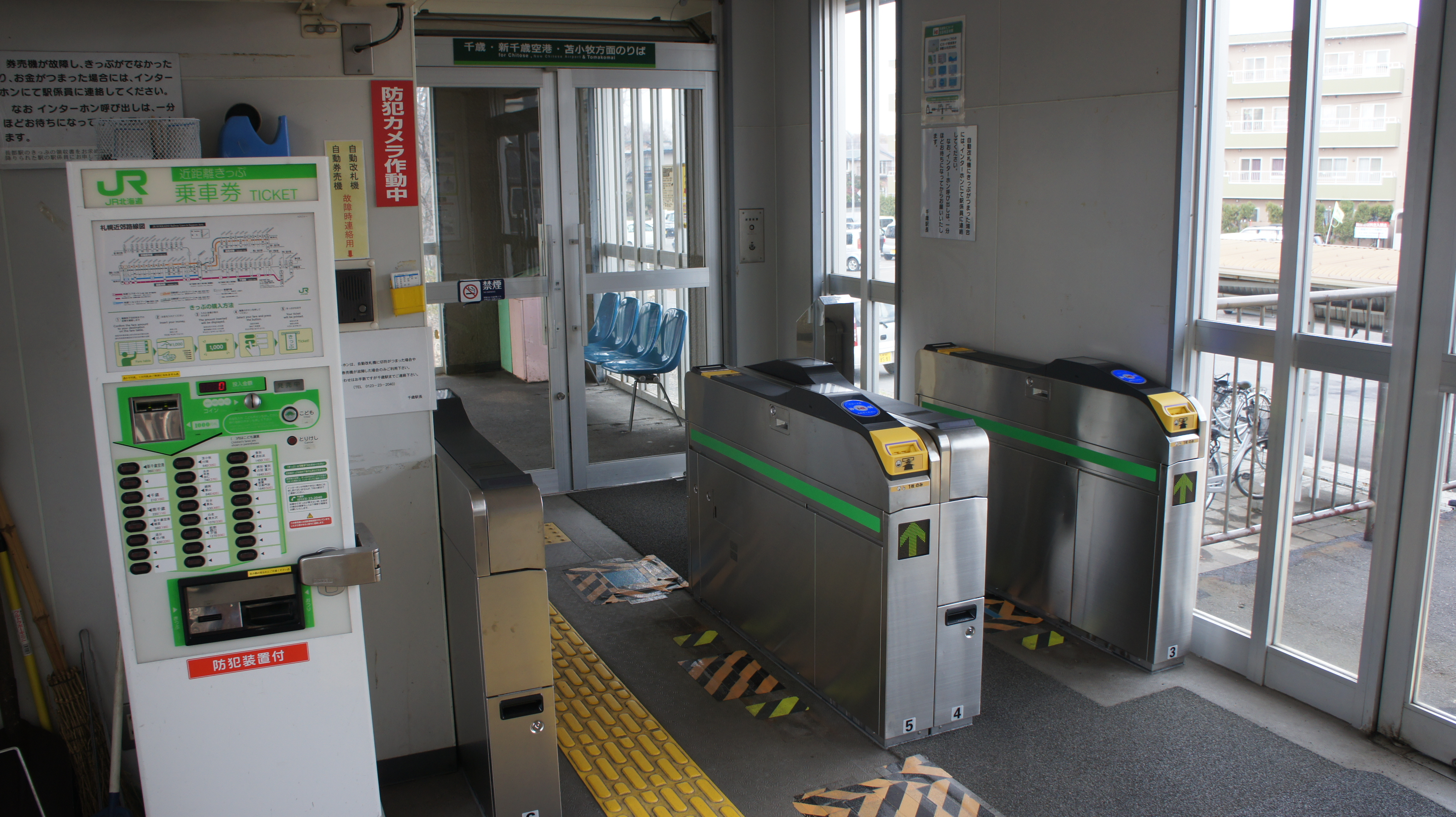
往千歲方向的驗票口(2017年11月)

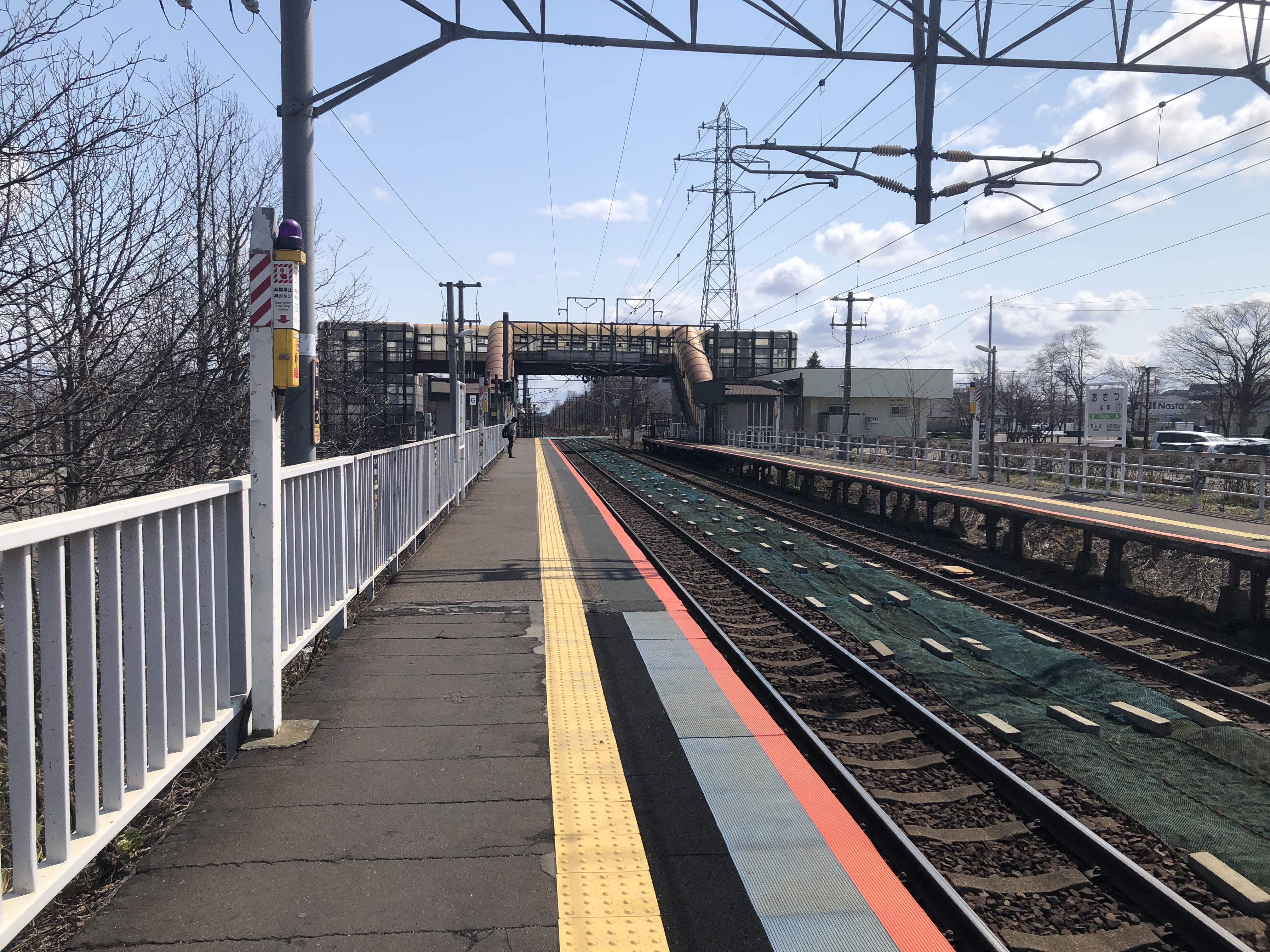
月台(2023年4月)

最初的站房建於西口，為水泥單層建築物，後來在東口也增設了一個簡易式站房。本站為由千歲站管理的無人站。設有簡易自動售票機、簡易自動閘機（可使用Kitaca、磁氣券）。

### 月台配置
設有兩個側式月台，月台之間以跨線行人天橋連接。行人天橋亦作為了連接東西兩側的自由連絡通道。
| 月台 | 路線    | 方向 | 目的地           |
| ---- | ------- | ---- | ---------------- |
| 1    | ■千歲線 | 上行 | 千歲、苫小牧方向 |
| 2    | ■千歲線 | 下行 | 札幌、手稻方向   |

## 歷史
- 1958年：

- 3月1日：設置假乘降場。
- 7月1日：日本國有鐵道千歲線車站開業。只限旅客乘降。

- 1965年9月27日：啟用複線。增設下行月台，是對向式月台。
- 1970年頃：上行（苫小牧方向）月台入口側（東口）設置候車室。
- 1977年6月：下行（札幌方向）月台入口側（西口）設置候車室。
- 1987年4月1日：國鐵分割民營化，由JR北海道繼承[3]。
- 1989年11月4日：西口側的候車室改建。
- 1993年：西口站前整備。月台延長。
- 1994年12月17日：設置自由通道跨線橋「長都天空之路」。
- 1996年12月：「長都天空之路」與各月台設置樓梯通道。
- 1999年8月：西口候車室改建為簡易站舍，設置東口簡易站房。
- 2008年10月25日：啟用IC卡Kitaca[3]。
- 2019年8月1日：加入副站名「麒麟啤酒北海道千歲工廠前」（キリンビール北海道千歳工場前），為首批起用副站名的JR北海道車站[4]。

## 相鄰車站
北海道旅客鐵道（JR北海道）
■千歳線
■特别快速「機場」、■快速「機場」
通過
■區間快速「機場」
千歲（H13）－長都（H12）－*札幌啤酒庭園（H11）－惠庭（H10）
*:一部份普通列車會通過札幌啤酒庭園站。

## 外部連結
- JR北海道長都站 （页面存档备份，存于）